# Kimi no Hitomi ni Hit Me
Kimi no Hitomi ni Hit Me (キミの瞳にヒットミー?, Kimi no Hitomi ni Hitto Mī) è una visual novel giapponese per adulti pubblicata per PC nel 2017 e ripubblicata nel 2018 per PlayStation Vita, PlayStation 4 e Nintendo Switch in un'edizione accessibile a una fascia d'età leggermente più ampia, dai 17 anni in su.

## Doppiaggio
- Kai Yamaguchi – Shiina Hataya
- Atsumi Tanezaki – Hitomi Hinata
- Emi Uema – Hotori Kirihara
- Ayuru Ōhashi – Tsubasa Kurose
- Megumi Toda – Miko Tsukahata

## Accoglienza
Al momento dell'uscita, i quattro recensori della rivista Famitsū hanno dato un punteggio di 29/40 alle versioni per PlayStation Vita e PlayStation 4. Sebbene il gioco ambienti la sua trama in un classico club scolastico visibile nei titoli che hanno delle ragazze come protagoniste, si rivela unico nel suo genere per il fatto che le eroine stanno lavorando sodo su ciò che vogliono fare e perciò si iscrivono al "club del dominio del mondo" e al "club della gioventù". Le eroine erano tutte carine e la grafica di sfondo era bellissima. Era possibile godersi la commedia romantica tramite delle scene slapstick. A differenza della versione originale è stato aggiunto un nuovo personaggio, tuttavia questo non giustificava il prezzo pieno a cui veniva venduta questa conversione e sarebbe stata sicuramente più apprezzata l'aggiunta di ulteriori contenuti di espansione. La storia dal gusto comico era divertente, l'interazione tra i membri del dipartimento di condivisione era interessante e il ritmo era buono, perciò si poteva leggere la trama senza intoppi. Uno dei recensori apprezzò il fatto che Hitomi era attratta da un tipo eccentrico di eroina e che mirava a creare un club di risate, e lodò anche il suo character design. La storia era un po' leggera ma ogni personaggio poteva essere felice. Anche se si trattava di una commedia romantica a tema scolastico, la protagonista Hitomi si rivelava un personaggio che voleva far ridere il prossimo e la cosa non era affatto male. Tutti i membri del cast, compresa quest'ultima, si rivelavano ben fatti e la loro interazione divertente. Nel percorso comune si poteva facilmente notare che ogni capitolo era ben presentato e questo aumentava il senso di familiarità con questo mondo immaginario; fu inoltre lodata la grafica che venne definita bella. Un altro recensore sostenne che anche se la protagonista apparteneva a un club letterario, si abituò facilmente, sebbene in alcuni punti i dialoghi non erano sempre brillanti. Si poteva intraprendere una vita scolastica con uno stato d'animo in piena regola con le eroine che avevano a che fare con una protagonista divertente. Erano presenti molti punti visivamente salienti come l'audace evento sexy. I percorsi individuali erano generalmente brevi, e l'eccitazione del romanticismo dava un'impressione particolare. Fu fatto notare che era un po' difficile sbloccare la parte legata alla nuova eroina introdotta nella versione per console. Il sistema di gioco rimaneva comunque semplice e dava sicuramente una buona impressione.